# Belfius Mons-Hainaut
O Belfius Mons-Hainaut é um clube profissional de basquetebol sediado na cidade de Mons, Bélgica que atualmente disputa a Liga Belga. Foi fundado em 1959 e manda seus jogos no ginásio na Mons Arena que possui capacidade de 3.700 espectadores.